# Фрадкин, Марк Григорьевич
Марк Григо́рьевич Фра́дкин (21 апреля [4 мая] 1914, Витебск, Российская империя — 4 апреля 1990, Москва, СССР) — советский композитор, автор многих популярных в середине XX столетия песен и музыки к кинофильмам. Народный артист СССР (1985). Лауреат Государственной премии СССР (1979).

## Биография
Марк Фрадкин родился 21 апреля (4 мая) 1914 год в Витебске (ныне Белоруссия) в еврейской семье врачей Григория Константиновича Фрадкина и Евгении Мироновны Шагаловой.
С детства увлекался техникой. После окончания техникума работал на швейной фабрике «Знамя индустриализации» (Витебск) инженером по технике безопасности. После двух лет работы поступил актёром в 3-й Белорусский драматический театр (Минск).
В 1934—1937 годах учился в Центральном театральном училище (с 1939 — Ленинградский театральный институт, ныне — Российский государственный институт сценических искусств), там же начались его первые композиторские пробы. Музыкально-теоретические предметы изучал под руководством A. П. Гладковского и Л. А. Энтелиса.
После окончания института работал в Минском ТЮЗе (актёр, режиссёр и заведующий музыкальной частью) и одновременно учился в Белорусской консерватории (1938—1939) по классу композиции у Н. И. Аладова.
В 1939 году был призван в РККА, в стрелковый полк в Виннице, где организовал самодеятельный ансамбль и руководил им.
Во время Великой Отечественной войны 1941—1945 гг. имел бронь (не был призван на военную службу) и занимал должность композитора Фронтового дома Красной армии Донского фронта. В феврале 1943 года начальник политуправления Донского фронта генерал-майор С. В. Галаджев подписывает наградной лист с представлением к государственной награде — ордену Красной Звезды за цикл боевых песен о героике Сталинграда. «Свой репертуар товарищ Фрадкин тут же передает в широкие красноармейские массы через коллективы красноармейской самодеятельности. Со многими коллективами товарищ Фрадкин работал лично. Им создан ряд песен о лётчиках. Произведения товарища Фрадкина исполняются Красноармейским ансамблем СССР и пользуются широкой популярностью в стране. Ряд песен передан в США».
Марк Фрадкин дирижировал ансамблем КВО. В это же время началось его сотрудничество с поэтом Е. А. Долматовским. Первая же «военная» песня композитора — «Песня о Днепре», написанная в ноябре 1941 года на стихи Е. А. Долматовского, — принесла ему широкую известность. За ней последовали «Случайный вальс» (1943) и «Дорога на Берлин» (1944; обе на стихи Е. А. Долматовского), сразу же ставшие популярными в записи Л. О. Утесова.
В 1944 году был принят в Союз композиторов СССР и стал работать в Москве.
Песни композитора вошли в репертуар и 3. Н. Рождественской («К нам в Саратов», сл. Л. И. Ошанина, 1944), и К. И. Шульженко («Ожидание», 1948). Среди других песен «Берёзы» (сл. В. Я. Лазарева, 1958), «Мы жили по соседству» (1956), «За фабричной заставой», «Комсомольцы-добровольцы», «А годы летят» (1958, все на стихи Е. А. Долматовского), «Прощайте, голуби» (1960, сл. М. Л. Матусовского), «Морзянка» (1965, ст. М. С. Пляцковского). Широкое признание завоевала песня «Течёт Волга» (1960, ст. Л. Ошанина) из одноимённого кинофильма. Первым исполнителем песни был В. К. Трошин, её пели М. Н. Бернес, М. В. Кристалинская, Л. Г. Зыкина.
В конце 1960-х в сотрудничестве с Р. И. Рождественским создаются песни «За того парня» (1972, 1-я премия на Международном фестивале в Сопоте), «Там, за облаками», «Скажи мне что-нибудь» (1973) и др. В 70-х годах он начинает сотрудничать с ВИА «Самоцветы» (песня «Увезу тебя я в тундру» на сл. М. С. Пляцковского, 1971). Для ВИА «Пламя» пишет песни «Красный конь» (сл. М. С. Пляцковского, 1978), «Где мой дом родной?» (ст. М. Боброва, 1983).
В начале 1970-х годов участвовал в составе жюри популярного телевизионного конкурса «Алло, мы ищем таланты!».
Автор музыки более чем к 50 кинофильмам, а также к спектаклям драматического театра. Много выступал с авторскими концертами.
Автор книги «Моя биография» (Москва, 1974).
Скончался 4 апреля 1990 года в Москве. Похоронен на Новодевичьем кладбище (участок № 10).

### Семья
- Жена — Раиса Марковна Фрадкина (урождённая Патрик, 1916–1991).
  - Дочь — Евгения Марковна Майзенберг (1947—2018), была замужем за пианистом Олегом Майзенбергом.

## Награды и звания
- Заслуженный деятель искусств РСФСР (1969)
- Народный артист РСФСР (1974)[4]
- Народный артист СССР (1985)
- Государственная премия СССР (1979) — за песни последних лет («Баллада о спасённом хлебе», «За того парня», «У деревни Крюково», «Там, за облаками», «Увезу тебя я в тундру», «Всегда и снова», «Обещание»)
- Орден Отечественной войны II степени (1985)
- Орден Красной Звезды (1943)[5]
- Медаль «За доблестный труд в Великой Отечественной войне 1941—1945 гг.»
- Медаль «За доблестный труд. В ознаменование 100-летия со дня рождения Владимира Ильича Ленина»
- Серебряная медаль им. А. В. Александрова (1981)
- 1-я премия на Международном фестивале песни в Сопоте — за песню «За того парня»

## Творчество

### Известные песни
- «А годы летят» (сл. Е. Долматовского, 1958)
- «А любовь всегда бывает первою» (сл. Е. Долматовского)
- «Баллада о спасённом хлебе» (сл. В. Штормова)
- «Берёзы» (сл. В. Лазарева, 1958)
- «В белых просторах» (сл. Л. Ошанина, 1944)
- «В дорогу» (сл. К. Симонова, 1938)
- «Вернулся я на родину» (сл. М. Матусовского, 1946)
- «В поезде» (сл. В. Харитонова)
- «Всегда и снова» (сл. Е. Долматовского)
- «Всегда с тобой» (сл. И. Резника)
- «В школьном зале» (сл. Н. Доризо)
- «Где мой дом родной?» (сл. М. Боброва, 1983)
- «Добрые приметы» (сл. Е. Долматовского)
- «Дорога на Берлин» (сл. Е. Долматовского, 1944)
- «За того парня» (сл. Р. Рождественского, 1972, 1-я премия на Международном фестивале песни в Сопоте)
- «За фабричной заставой» (сл. Е. Долматовского, 1956)
- «Звёзды России» (сл. П. Леонидова)
- «Золотился закат» (сл. Е. Долматовского)
- «К нам в Саратов» (сл. Л. Ошанина, 1944)
- «Комсомольцы-добровольцы» (сл. Е. Долматовского, 1958)
- «Красный конь» (сл. М. Пляцковского, 1978)
- «Кружится, кружится вьюга над нами» (сл. Л. Ошанина, 1945)
- «Ласковая песня» (сл. Е. Долматовского)
- «Лесом-перелесочком» (сл. М. Фрадкина, 1944)
- «Марш лётчиков» (сл. М. Матусовского, 1955)
- «Морзянка» (сл. М. Пляцковского, 1965)
- «Мы жили по соседству» (сл. Е. Долматовского, 1956)
- «На семи ветрах» (сл. В. Лазарева)
- «На улицу» (сл. Е. Долматовского, 1957)
- «Незабудка» (сл. С. Острового)
- «Нет, мой милый» (сл. Е. Долматовского)
- «Ночной разговор» (сл. В. Лазарева)
- «Обещание» (сл. Р. Рождественского)
- «Ожидание» (сл. М. Фрадкина, 1948)
- «Песня комсомольской славы» (сл. М. Матусовского, 1949)
- «Песнь о волжском богатыре» (сл. М. Фрадкина, 1943)
- «Песня о Днепре» (сл. Е. Долматовского, 1941)
- «Песня о любви» (из к/ф «Простая история») (сл. Н. Доризо)
- «Песня о советском флаге» (сл. М. Матусовского, 1944)
- «Песня о хороших людях» (сл. Е. Долматовского, 1965)
- «Перед боем» (сл. А. Позорина)
- «Пионерский марш» (сл. Л. Ошанина, 1947)
- «Подмосковная» (сл. Е. Долматовского, 1947)
- «Праздничная песня» (сл. Л. Ошанина, 1950)
- «Прощайте, голуби» (сл. М. Матусовского, 1960)
- «Революционный марш» (сл. И. Резника, 1984)
- «Сердце Кутузова» (сл. Е. Долматовского, 1967)
- «Сестричка» (сл. И. Д. Шаферана)
- «Сибирский вечер» (сл. Н. Грибачёва)
- «Скажи мне что-нибудь» (сл. Р. Рождественского, 1973)
- «Случайный вальс» (сл. Е. Долматовского, 1943)
- «Солдатская вдова» (сл. М. Матусовского)
- «Солдатское письмо» (сл. Ю. Каменецкого, В. Лазарева, 1959)
- «Спрашивайте, мальчики» (сл. А. Галича)
- «Стоит над рекой исполин величавый» (сл. М. Фрадкина, 1950)
- «Столица областная» (сл. Е. Долматовского)
- «Там, за облаками» (сл. Р. Рождественского, 1973)
- «Течет Волга» (сл. Л. Ошанина, 1962)
- «Тоска по Родине» (сл. В. Лазарева, 1958)
- «Увезу тебя я в тундру» (сл. М. Пляцковского, 1971)
- «У деревни Крюково» (сл. С. Острового)
- «Ходит по полю девчонка» (сл. Н. Рыленкова)
- «Хороши сады весенние в Полтаве» (сл. В. Карпенко, 1958)
- «Что тебе нужно для счастья» (сл. Р. Рождественского, 1957)
- «Чукотка» (сл. М. Пляцковского)
- «Эскадрилья „Нормандия“» (сл. Е. Долматовского, 1971)

### Музыка к кинофильмам
- 1952 — Концерт мастеров украинского искусства (музыка песни)
- 1955 — Крылья Родины (документальный)
- 1956 — В добрый час!
- 1956 — Они были первыми
- 1958 — Голубая стрела (музыка песни) (совм. с В. Кирпанём)
- 1958 — Добровольцы
- 1959 — Первый день мира
- 1960 — Враги (короткометражный)
- 1960 — Простая история
- 1960 — Прощайте, голуби
- 1961 — Командировка
- 1962 — Течёт Волга
- 1963 — Если ты прав…
- 1963 — Последний хлеб
- 1963 — При исполнении служебных обязанностей
- 1964 — Верьте мне, люди
- 1964 — Мирное время
- 1965 — Рано утром
- 1965 — Встречи с Игорем Ильинским
- 1965 — Концерт-калейдоскоп (песня «Морзянка») (короткометражный) (совм. М. Феркельманом, А. Островским)
- 1965 — С тобой, Россия! (короткометражный)
- 1966 — Не самый удачный день (исп. песня «Спрашивайте, мальчики, спрашивайте!»)
- 1967 — Дай лапу, Друг!
- 1968 — Наши знакомые
- 1969 — Почтовый роман (совм. с Р. Буниным)
- 1970 — Песни моря (Румыния, СССР) (совм. с Т. Попа
- 1971 — Минута молчания
- 1971 — Молодые
- 1971 — Человек с другой стороны
- 1973 — За облаками — небо
- 1974 — Юркины рассветы
- 1975 — Там, за горизонтом
- 1976 — Эти непослушные сыновья
- 1976 — Семейная мелодрама (исп. «Ласковая песня») (совм. с П. Плакидисом)
- 1978 — Ветер странствий
- 1978 — Человек меняет кожу
- 1978 — Голубка (музыка песен, совм. с Г. Гладковым)
- 1980 — Однажды двадцать лет спустя
- 1981 — Баллада о песне (музыкальный фильм, песни «За того парня», «Там, за облаками») (совм. с другими)
- 1982 — Любимые песни (короткометражный, музыкальный фильм) (совм. с другими)
- 1982 — Отцы и деды
- 1983 — Взятка. Из блокнота журналиста В. Цветкова
- 1984 — Твоё мирное небо
- 1998 — Цветы календулы (используемая музыка)
- 2013 — Про жену, мечту и ещё одну… (используемая музыка)
- 2016 — День выборов 2 (используемая музыка, мелодия песни «Течёт река Волга»)

### Участие в фильмах
- 1978 — Композитор Никита Богословский (документальный)
- 1983 — Я возвращаю Ваш портрет (документальный) (исполняет песню «Случайный вальс»)